# Politiske partier i Grønland
Dette er en liste over politiske partier i Grønland pr. 26. maj 2021. Grønland har et flerpartisystem. Der er 31 pladser i Grønlands Landsting (Inatsisartut) og to grønlandske pladser i Folketinget.

## Nuværende partier
| Navn | Navn              | Fork. | Ideologi                                                                         | Position          | Partileder            | Folkevalgte | Folkevalgte | Folkevalgte |
| Navn | Navn              | Fork. | Ideologi                                                                         | Position          | Partileder            | Landstinget | Kommunerne  | Folketinget |
| ---- | ----------------- | ----- | -------------------------------------------------------------------------------- | ----------------- | --------------------- | ----------- | ----------- | ----------- |
|      | Inuit Ataqatigiit | IA    | venstrenationalisme, demokratisk socialisme, økologisme, grønlandsk uafhængighed | venstreorienteret | Múte B. Egede         | 12 / 31     | 32 / 81     | 1 / 2       |
|      | Siumut            | S     | socialdemokratisme, grønlandsk uafhængighed                                      | centrum-venstre   | Erik Jensen           | 10 / 31     | 31 / 81     | 1 / 2       |
|      | Naleraq           | N     | populisme, grønlandsk uafhængighed                                               | centrisme         | Pele Broberg          | 3 / 31      | 8 / 81      | 0 / 2       |
|      | Demokraterne      | D     | socialliberalisme, unionisme, liberalisme                                        | centrum-højre     | Jens-Frederik Nielsen | 3 / 31      | 4 / 81      | 0 / 2       |
|      | Atassut           | A     | liberalkonservatisme, konservativ liberalisme                                    | centrum-højre     | Aqqalu C. Jerimiassen | 2 / 31      | 6 / 81      | 0 / 2       |

## Forhenværende partier
- Sulisartut Partiiat (Arbejderpartiet), 1979-1983
- Arnat Partiiat (Kvindepartiet), 1999-2008
- Issittup Partiia (Polarpartiet), 1987-1995
- Akulliit Partiiat (Centerpartiet), 1990-1998
- Kattusseqatigiit (Kandidatforbundet), 1993-2013
- Partii Inuit (Folkepartiet), 2013-2018
- Suleqatigiissitsisut (Samarbejdspartiet), 2018-2021
- Nunatta Qitornai (Vort Lands Efterkommere), 2017-2021